# Якорь-плуг

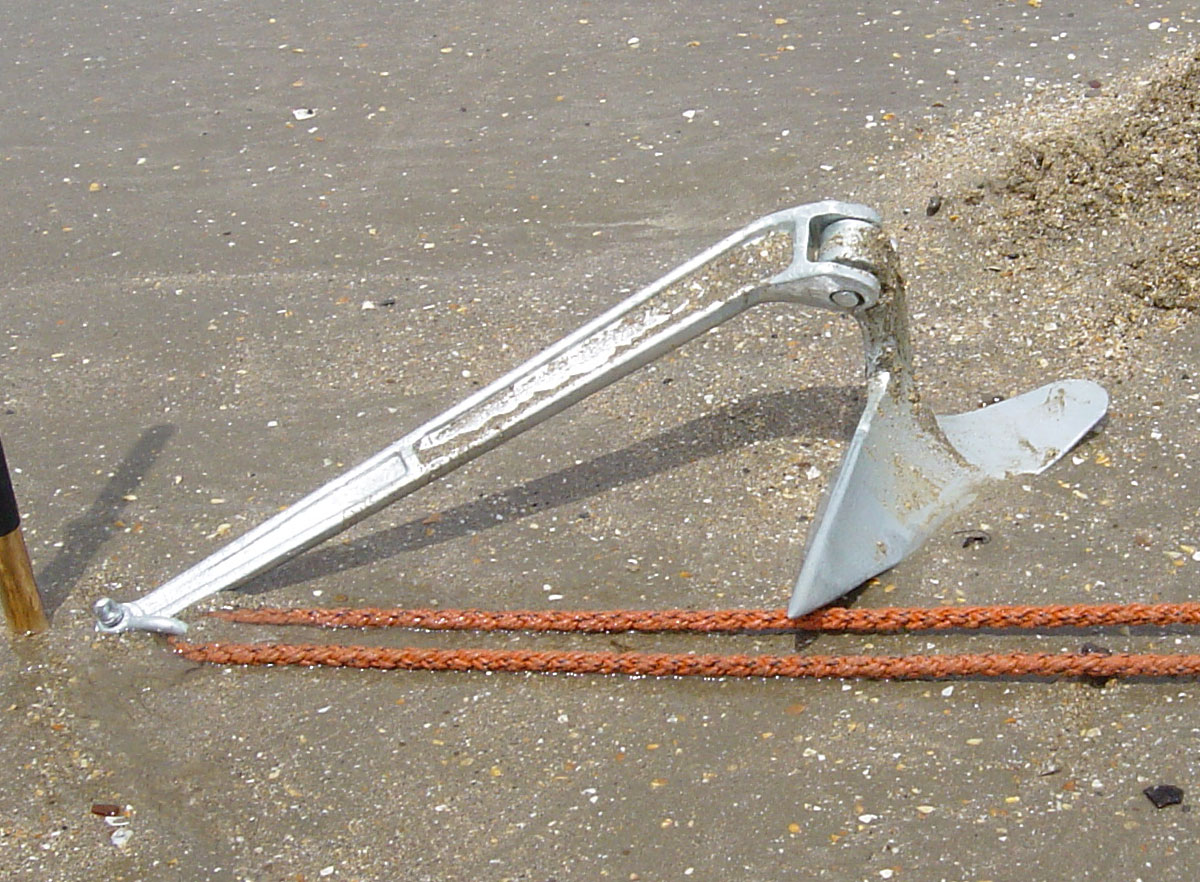
Якорь-плуг

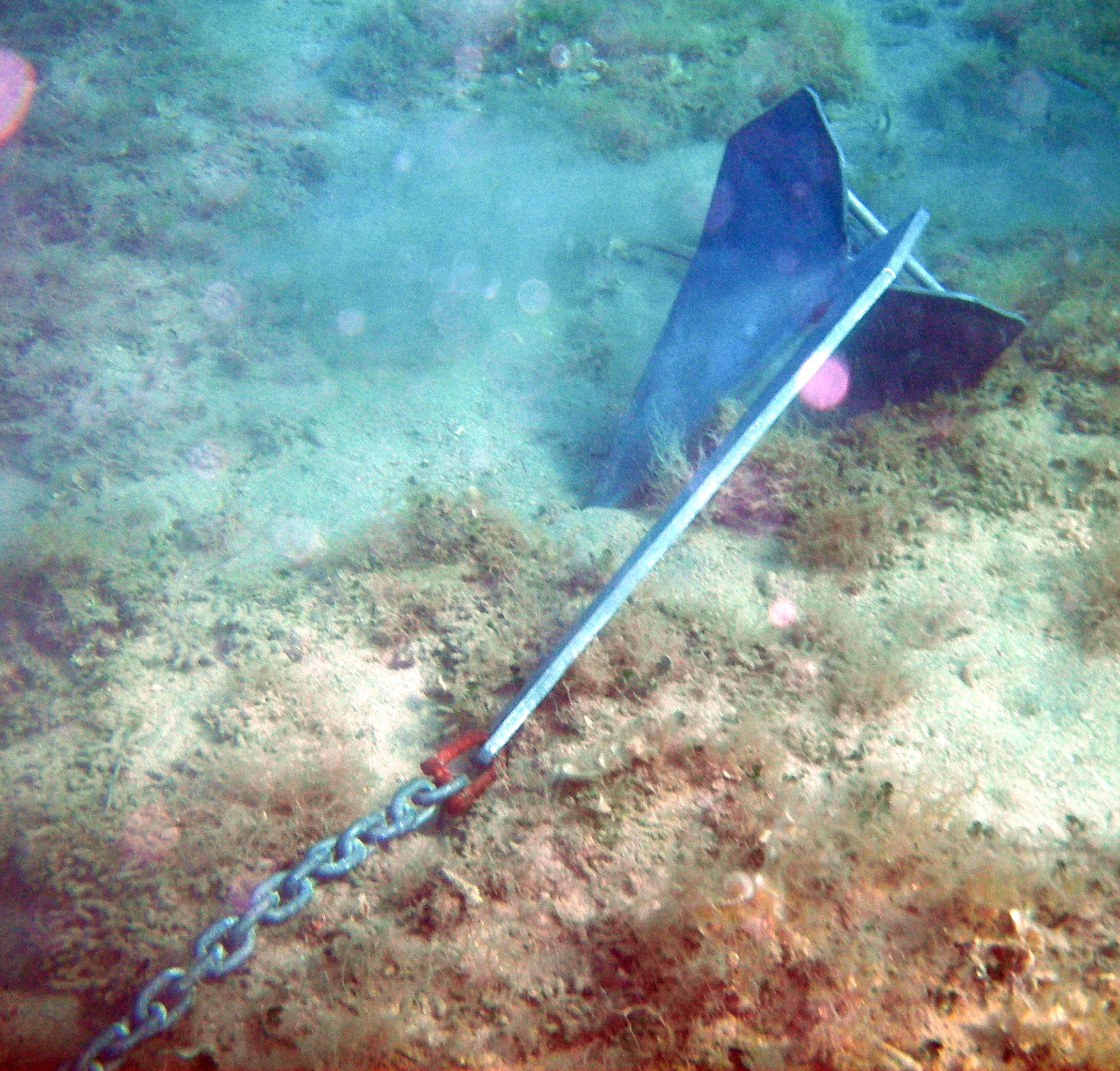
Якорь-плуг на дне

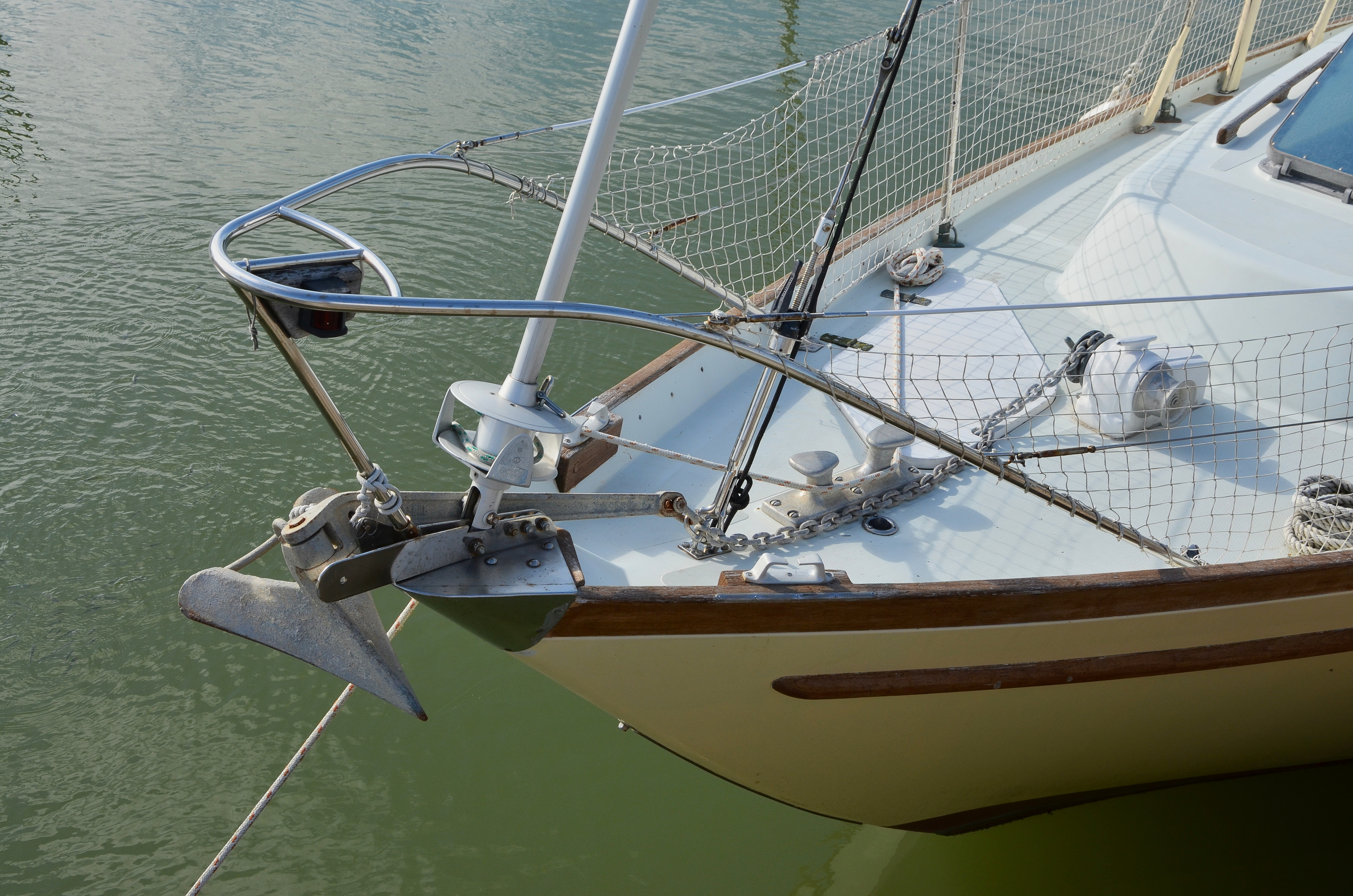
Якорь «CQR» размещённый в носовой части яхты

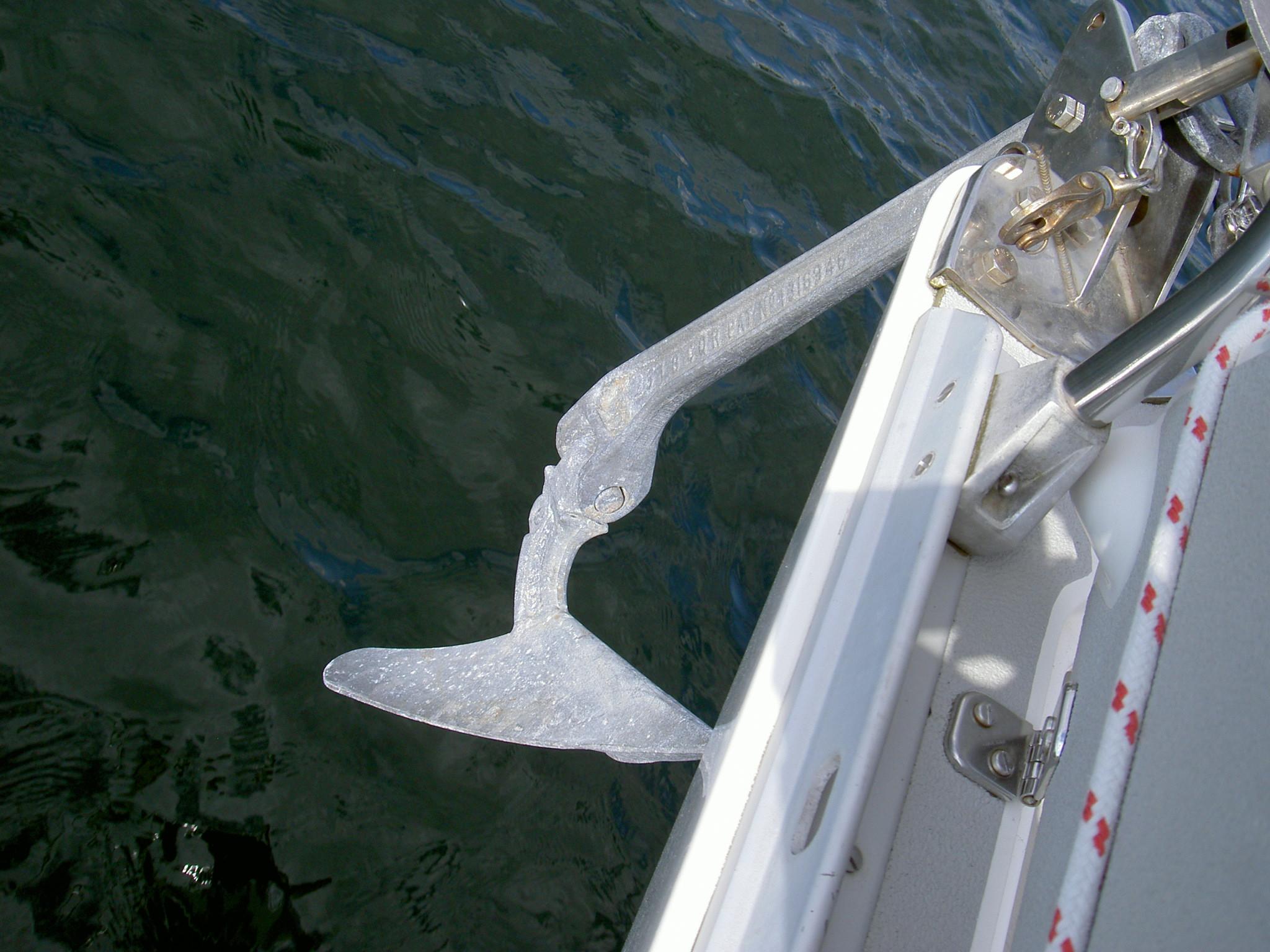
Якорь «CQR»

Я́корь-плуг (англ. Plough anchor) — тип современных бесштоковых однолапых якорей повышенной держащей силы. 
К этому типу относятся несколько видов якорей, принцип действия которых подобен работе сельскохозяйственного плуга, с той разницей, что плуг должен оказывать минимальное сопротивление грунту, тогда как якорь — максимальное. Якорь-плуг, как и плуг для земледелия, быстро углубляется в грунт при протаскивании по дну, но затем его сопротивление движению резко возрастает и он надёжно «останавливает» судно. 
Изобретатель наиболее известного якоря этой конструкции — англичанин Тейлор, назвал его «CQR», что произносится как английское слово secure — «безопасный; надёжный». 
Якорь состоит из веретена и единственной лапы-лемеха, связанных между собой шарнирным соединением. Это соединение рассчитано таким образом, что если даже якорь упадёт на дно острием лапы вверх, то под натяжением якорного каната он обязательно перевернётся и углубится в грунт. «CQR» обладает хорошей держащей силой — 18 кг на каждый килограмм веса на плотном песчаном и 13,5 кг на илистом грунте. Якорь выпускается в весовых категориях от 2 до 250 кг. 
Якорь-плуг широко распространён среди любителей парусного спорта, благодаря своей компактности и удобству размещения.